# Жидкостный ракетный двигатель
Жи́дкостный раке́тный дви́гатель (ЖРД) — химический ракетный двигатель, использующий в качестве топлива жидкости, в том числе сжиженные газы. По количеству используемых компонентов различаются одно-, двух- и трёхкомпонентные ЖРД.

## История
На возможность использования жидкостей, в том числе жидких водорода и кислорода, в качестве топлива для ракет указывал К. Э. Циолковский в статье «Исследование мировых пространств реактивными приборами», опубликованной в 1903 году.
Первый работающий экспериментальный ЖРД построил американский изобретатель Роберт Годдард в 1926 году. Аналогичные разработки в 1931—1933 годах проводились в СССР группой энтузиастов под руководством Ф. А. Цандера. Эти работы были продолжены в СССР с 1933 года в РНИИ. В 1939 году были произведены лётные испытания крылатой ракеты 212 с двигателем ОРМ-65.
Наибольших успехов в разработке ЖРД в первой половине XX века добились немецкие конструкторы Вальтер Тиль, Гельмут Вальтер, Вернер фон Браун и др. В ходе Второй мировой войны они создали целый ряд ЖРД для ракет военного назначения: баллистической «Фау-2», зенитных «Вассерфаль», «Шметтерлинг», «Рейнтохтер R3». В нацистской Германии к 1944 году фактически была создана новая отрасль индустрии — ракетостроение, под общим руководством В. Дорнбергера, в то время как в других странах разработки ЖРД находились в экспериментальной стадии.
По окончании войны разработки немецких конструкторов подтолкнули исследования в области ракетостроения в СССР и в США, куда эмигрировали многие немецкие учёные и инженеры, в том числе В. фон Браун. Начавшаяся гонка вооружений и соперничество СССР и США за лидерство в освоении космоса явились мощными стимуляторами разработок ЖРД.
В 1957 году в СССР под руководством С. П. Королёва была создана межконтинентальная баллистическая ракета Р-7, оснащённая ЖРД РД-107 и РД-108, на тот момент самыми мощными и совершенными в мире, разработанными под руководством В. П. Глушко. Эта ракета была использована как носитель первых в мире искусственных спутников Земли, первых пилотируемых космических аппаратов и межпланетных зондов.
В 1969 году в США был запущен первый космический корабль серии «Аполлон», выведенный на траекторию полёта к Луне ракетой-носителем «Сатурн-5», первая ступень которой была оснащена пятью двигателями F-1, который по настоящее время является самым мощным среди однокамерных ЖРД, уступая по тяге четырёхкамерному двигателю РД-170, разработанному КБ «Энергомаш» в Советском Союзе в 1976 году.
В настоящее время ЖРД широко используются в космических программах. Как правило, это двухкомпонентные ЖРД с криогенными компонентами. В военной технике ЖРД применяются относительно редко, преимущественно на тяжёлых ракетах. Чаще всего это двухкомпонентные ЖРД на высококипящих компонентах.
В 2014 году в ЦСКБ «Прогресс» предложили для запуска сверхтяжёлых ракет разработать новый жидкостный ракетный двигатель, который будет использовать в качестве топлива пару «СПГ + жидкий кислород».

## Сфера использования, преимущества и недостатки
Ракеты-носители и двигательные установки различных космических аппаратов являются преимущественной областью применения ЖРД.
К преимуществам ЖРД можно отнести следующее:
- Самый высокий удельный импульс в классе химических ракетных двигателей (свыше 4500 м/с для пары кислород + водород, для керосин + кислород — 3500 м/с).
- Управляемость по тяге: регулируя расход топлива, можно изменять величину тяги в большом диапазоне и полностью прекращать работу двигателя с последующим повторным запуском. Это необходимо при маневрировании аппарата в космическом пространстве.
- При создании больших ракет, например носителей, выводящих на околоземную орбиту многотонные грузы, использование ЖРД позволяет добиться весового преимущества по сравнению с твердотопливными двигателями (РДТТ). Во-первых, за счёт более высокого удельного импульса, а во-вторых, за счёт того, что жидкое топливо на ракете содержится в отдельных баках, из которых оно подаётся в камеру сгорания с помощью насосов. За счёт этого давление в баках существенно (в десятки раз) ниже, чем в камере сгорания, а сами баки выполняются тонкостенными и относительно лёгкими. В РДТТ контейнер топлива является одновременно и камерой сгорания, и должен выдерживать высокое давление (десятки атмосфер), а это влечёт за собой увеличение его веса. Чем больше объём топлива в ракете, тем больше размер контейнеров для его хранения, и тем больше сказывается весовое преимущество ЖРД по сравнению с РДТТ, и наоборот: для малых ракет наличие турбонасосного агрегата сводит на нет это преимущество.

Недостатки ЖРД:
- ЖРД и ракета на его основе значительно более сложно устроены, и более дорогостоящи, чем равносильные по возможностям твердотопливные (несмотря на то, что 1 кг жидкого топлива в несколько раз дешевле твёрдого). Перевозить жидкостную ракету необходимо с бо́льшими предосторожностями, а порядок подготовки её к пуску более сложен, трудоёмок и требует больше времени (особенно при использовании сжиженных газов в качестве компонентов топлива), поэтому для ракет военного назначения предпочтение в настоящее время отдаётся твердотопливным двигателям ввиду их более высокой надёжности, перевозимости и боеготовности.
- Компоненты жидкого топлива в невесомости неуправляемо перемещаются в пространстве баков. Для их осаждения необходимо применять особые меры, например включать вспомогательные двигатели, работающие на твёрдом топливе или на газе.
- В настоящее время для химических ракетных двигателей (в том числе и для ЖРД) достигнут предел энергетических возможностей топлива, и поэтому теоретически не предвидится возможность существенного увеличения их удельного импульса, а это ограничивает возможности ракетной техники, основанной на использовании химических двигателей, уже освоенными двумя направлениями:
  1. Космические полёты в околоземном пространстве (как пилотируемые, так и беспилотные).
  2. Исследование космоса в пределах Солнечной системы с помощью автоматических аппаратов («Вояджер», «Галилео»).

Если кратковременная пилотируемая экспедиция к Марсу или Венере на ЖРД ещё представляется возможной (хотя существуют сомнения в целесообразности такого рода полётов), то для путешествия к более далёким объектам Солнечной системы размеры необходимой для этого ракеты и длительность полёта выглядят нереалистично.

Жидкостные ракетные двигатели востребованы и будут востребованы ещё очень долго, потому что никакая другая техника не в состоянии более надежно и экономично поднять груз с Земли и вывести его на околоземную орбиту. Они безопасны с точки зрения экологии, особенно те, что работают на жидком кислороде и керосине или на кислороде и водороде. Но для полетов к звездам и другим галактикам ЖРД, конечно, совсем непригодны. Масса всей метагалактики — 1056 граммов. Для того чтобы разогнаться на ЖРД хотя бы до четверти скорости света, потребуется совершенно невероятный объём топлива — 103200 граммов, так что даже думать об этом глупо. У ЖРД есть своя ниша — маршевые двигатели. На жидкостных двигателях можно разогнать носитель до второй космической скорости, долететь до Марса, и все.
— Каторгин, Борис Иванович, академик РАН, бывший руководитель НПО «Энергомаш»

## Сила тяги и тепловой КПД
Сила тяги ЖРД равна {\displaystyle R={\frac {G_{sm}}{g}}w+F_{c}(p_{c}-p_{0})} [кГ], где {\displaystyle G_{sm}} — расход топливной смеси, кг/сек; {\displaystyle w} — теоретическая скорость истечения газа, м/сек; {\displaystyle p_{c},p_{0}} — давления на срезе сопла и в окружающей среде, кГ/м2; {\displaystyle F_{c}} — площадь выходного сечения сопла, м2; g — ускорение свободного падения, м/c2.
Тепловой КПД ЖРД равен {\displaystyle \eta _{t}={\frac {G_{sm}w^{2}}{2gq_{1}}}}, где {\displaystyle q_{1}} — количество тепла, образующееся в ЖРД при сгорании {\displaystyle G_{sm}} — количество кг топливной смеси.

## Устройство и принцип действия двухкомпонентного ЖРД

Рис. 1. Схема двухкомпонентного ЖРД
1 — магистраль горючего
2 — магистраль окислителя
3 — насос горючего
4 — насос окислителя
5 — турбина
6 — газогенератор
7 — клапан газогенератора (горючее)
8 — клапан газогенератора (окислитель)
9 — главный клапан горючего
10 — главный клапан окислителя
11 — выхлоп турбины
12 — форсуночная головка
13 — камера сгорания
14 — сопло

Существует довольно большое разнообразие схем устройства ЖРД, при единстве главного принципа их действия. Рассмотрим устройство и принцип действия ЖРД на примере двухкомпонентного двигателя с насосной подачей топлива как наиболее распространённого, схема которого стала классической. Другие типы ЖРД (за исключением трёхкомпонентного) являются упрощёнными вариантами рассматриваемого, и при их описании достаточно будет указать упрощения.
На рис. 1 схематически представлено устройство ЖРД.
Компоненты топлива — горючее (1) и окислитель (2) поступают из баков на центробежные насосы (3, 4), приводимые в движение газовой турбиной (5). Под высоким давлением компоненты топлива поступают на форсуночную головку (12) — узел, в котором размещены форсунки, через которые компоненты нагнетаются в камеру сгорания (13), перемешиваются и сгорают, образуя нагретое до высокой температуры газообразное рабочее тело, которое, расширяясь в сопле, совершает работу и преобразует внутреннюю энергию газа в кинетическую энергию его направленного движения. Через сопло (14) газ истекает с большой скоростью, сообщая двигателю реактивную тягу.

### Топливная система

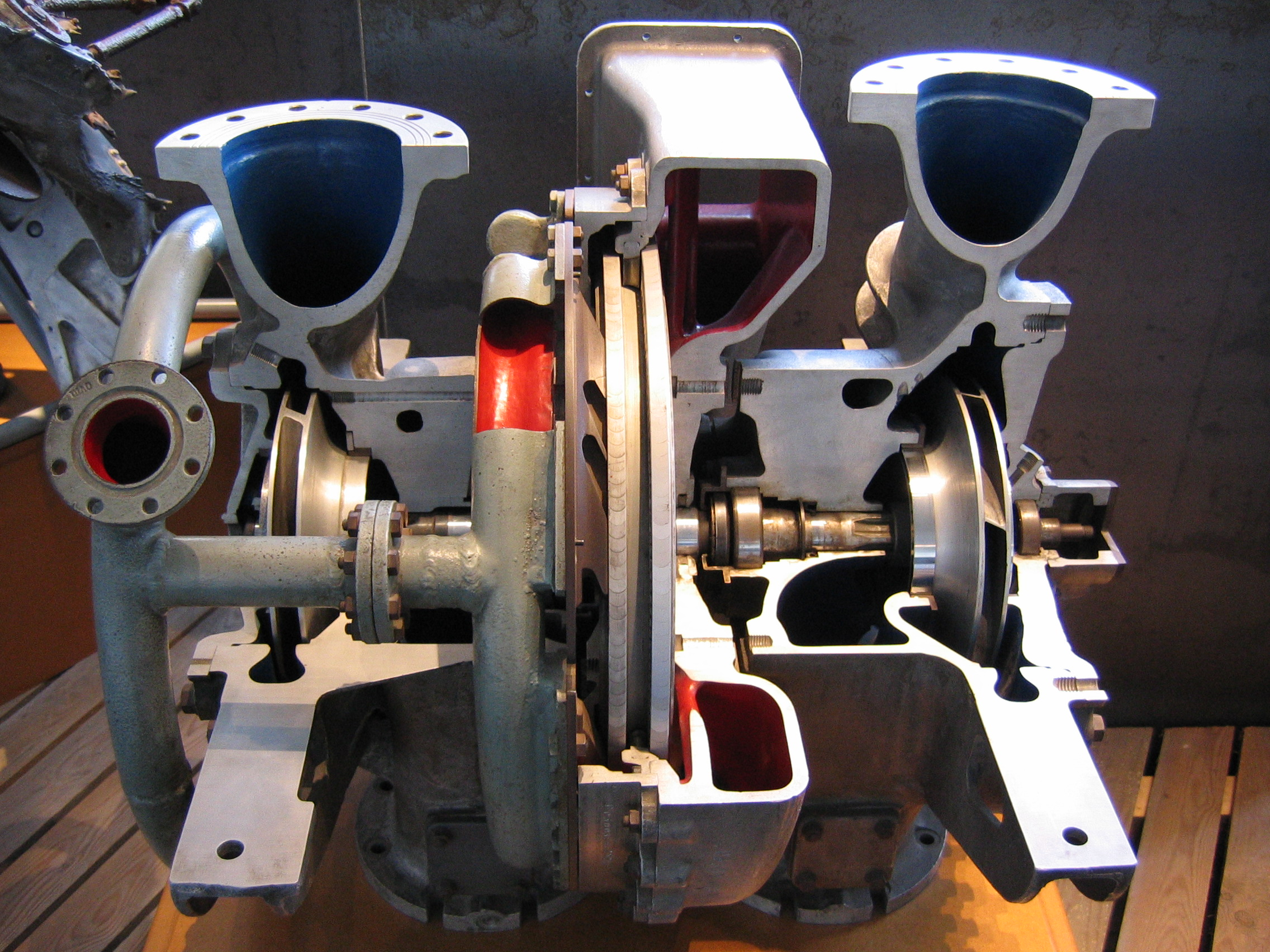
Турбонасосный агрегат (ТНА) ЖРД-ракеты Фау-2 в разрезе. Ротор турбины посредине. Роторы насосов по бокам от него

Топливная система ЖРД включает в себя все элементы, служащие для подачи топлива в камеру сгорания, — топливные баки, трубопроводы, турбонасосный агрегат (ТНА) — узел, состоящий из насосов и турбины, смонтированных на едином валу, форсуночная головка, и клапаны, регулирующие подачу топлива.
Насосная подача топлива позволяет создать в камере двигателя высокое давление, от десятков атмосфер до 250 ат (ЖРД 11Д520 РН «Зенит»). Высокое давление обеспечивает большую степень расширения рабочего тела, что является предпосылкой для достижения высокого значения удельного импульса. Кроме того, при большом давлении в камере сгорания достигается лучшее значение тяговооружённости двигателя — отношения величины тяги к весу двигателя. Чем больше значение этого показателя, тем меньше размеры и масса двигателя (при той же величине тяги), и тем выше степень его совершенства. Преимущества насосной системы особенно сказываются в ЖРД с большой тягой, например в двигательных установках ракет-носителей.
На рис. 1 отработанные газы из турбины ТНА поступают через форсуночную головку в камеру сгорания вместе с компонентами топлива (11). Такой двигатель называется двигателем с замкнутым циклом (иначе — с закрытым циклом), при котором весь расход топлива, включая используемое в приводе ТНА, проходит через камеру сгорания ЖРД. Давление на выходе турбины в таком двигателе, очевидно, должно быть выше, чем в камере сгорания ЖРД, а на входе в газогенератор (6), питающий турбину, — ещё выше. Чтобы удовлетворить этим требованиям, для привода турбины используются те же компоненты топлива (под высоким давлением), на которых работает сам ЖРД (с иным соотношением компонентов, как правило, с избытком горючего, чтобы снизить тепловую нагрузку на турбину).
Альтернативой замкнутому циклу является открытый цикл, при котором выхлоп турбины производится прямо в окружающую среду через отводной патрубок. Осуществление открытого цикла технически проще, поскольку работа турбины не связана с работой камеры ЖРД, и в этом случае ТНА вообще может иметь свою независимую топливную систему, что упрощает процедуру запуска всей двигательной установки. Но двигатели с замкнутым циклом имеют существенно лучшие значения удельного импульса, и это заставляет конструкторов преодолевать технические трудности их воплощения, особенно для больших двигателей ракет-носителей, к которым предъявляются особо высокие требования по этому показателю.
В схеме на рис. 1 один ТНА нагнетает оба компонента, что допустимо в случаях, когда компоненты имеют соизмеримые плотности. Для большинства жидкостей, используемых в качестве компонентов ракетного топлива, плотность колеблется в диапазоне 1 ± 0,5 г/см³, что позволяет использовать один турбопривод для обоих насосов. Исключение составляет жидкий водород, который при температуре 20 К имеет плотность 0,071 г/см³. Для такой лёгкой жидкости требуется насос с совершенно другими свойствами, в том числе с гораздо большей скоростью вращения. Поэтому, в случае применения водорода в качестве горючего, для каждого компонента предусматривается независимый ТНА.
Вытеснительная система. При небольшой тяге двигателя (и, следовательно, небольшом расходе топлива) турбонасосный агрегат становится слишком «тяжеловесным» элементом, ухудшающим весовые показатели двигательной установки. Альтернативой насосной топливной системе служит вытеснительная, при которой поступление топлива в камеру сгорания обеспечивается давлением наддува в топливных баках, создаваемое сжатым газом, чаще всего азотом, который негорюч, неядовит, не является окислителем и сравнительно дёшев в производстве. Для наддува баков с жидким водородом применяется гелий, так как другие газы при температуре жидкого водорода конденсируются и превращаются в жидкости.
При рассмотрении работы двигателя с вытеснительной системой подачи топлива из схемы на рис. 1 исключается ТНА, а компоненты топлива поступают из баков прямо на главные клапаны ЖРД (9, 10). Давление в топливных баках при вытеснительной подаче должно быть выше, чем в камере сгорания, баки — прочнее (и тяжелее), чем в случае насосной топливной системы. На практике давление в камере сгорания двигателя с вытеснительной подачей топлива ограничивается величинами 10—15 ат. Обычно такие двигатели имеют сравнительно небольшую тягу (в пределах 10 т). Преимуществами вытеснительной системы является простота конструкции и скорость реакции двигателя на команду пуска, особенно, в случае использования самовоспламеняющихся компонентов топлива. Такие двигатели служат для выполнения манёвров космических аппаратов в космическом пространстве. Вытеснительная система была применена во всех трёх двигательных установках лунного корабля «Аполлон» — служебной (тяга 9760 кгс), посадочной (тяга 4760 кгс), и взлётной (тяга 1950 кгс).
Форсуночная головка — узел, который содержит форсунки, предназначенные для впрыска компонентов топлива в камеру сгорания. (Зачастую можно встретить неправильное название этого узла «смесительная головка». Это — неточный перевод, калька с англоязычных статей. Суть ошибки — смешение компонентов топлива происходит в первой трети камеры сгорания, а не в форсуночной головке.)  Главное требование, предъявляемое к форсункам — наиболее быстрое и тщательное перемешивание компонентов при поступлении в камеру, потому что от этого зависит скорость их воспламенения и сгорания.
Через форсуночную головку двигателя F-1, например, в камеру сгорания ежесекундно поступало 1,8 т жидкого кислорода и 0,9 т керосина. И время нахождения каждой порции этого топлива и продуктов его сгорания в камере исчисляется миллисекундами. За это время топливо должно сгореть насколько возможно полнее, так как несгоревшее топливо — это потеря тяги и удельного импульса. Решение этой задачи достигается рядом мер:
- Максимальное увеличение числа форсунок в головке, с пропорциональной минимизацией расхода через одну форсунку. (В форсуночной головке двигателя F-1 устанавливается 2600 форсунок для кислорода и 3700 форсунок для керосина).
- Специальная геометрия расположения форсунок в головке и порядок чередования форсунок горючего и окислителя.
- Специальная форма канала форсунки, благодаря которой при движении по каналу жидкости сообщается вращение, и при поступлении в камеру она разбрасывается в стороны центробежной силой.

### Система охлаждения
Ввиду стремительности процессов, происходящих в камере сгорания ЖРД, лишь ничтожная часть (доли процента) всей теплоты, вырабатываемой в камере, передаётся конструкции двигателя, однако, ввиду высокой температуры горения (иногда — свыше 3000 К), и значительного количества выделяемого тепла, даже малой его части достаточно для теплового разрушения двигателя, поэтому задача предохранения материальной части ЖРД от высоких температур весьма важна. Для её решения существуют два принципиальных способа, которые часто сочетаются — охлаждение и теплозащита.
Для ЖРД с насосной подачей топлива в основном применяются один способ охлаждения совместно с одним способом теплозащиты стенок камеры ЖРД: проточное охлаждение и пристенный слой. Для небольших двигателей с вытеснительной топливной системой часто применяется абляционный способ охлаждения.

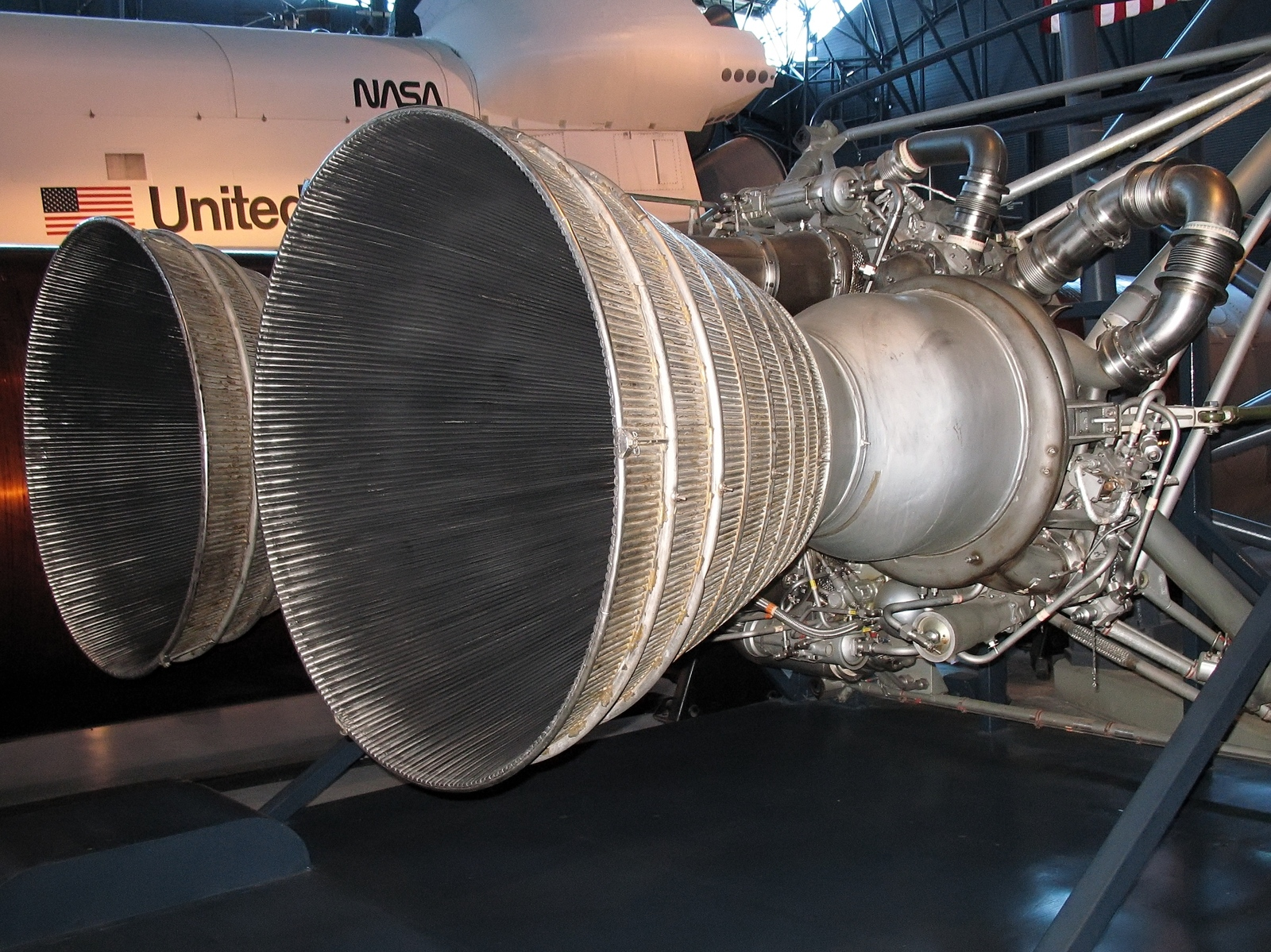
Трубчатая конструкция сопел и камер ЖРД-ракеты «Титан I»

Проточное охлаждение состоит в том, что в стенке камеры сгорания и верхней, наиболее нагреваемой части сопла тем или иным способом создаётся полость (часто называемая рубашкой охлаждения), через которую перед поступлением в форсуночную головку проходит один из компонентов топлива (обычно — горючее), охлаждая таким образом стенку камеры.
Если тепло, поглощённое охлаждающим веществом, возвращается в камеру вместе с самим теплоносителем, то такая система называется «регенеративной», если теплоноситель с отобранным теплом не попадает в камеру сгорания, а сбрасывается наружу, то это называется «независимым» способом проточного охлаждения.
Разработаны разные технологические приёмы для создания рубашки охлаждения. Камера ЖРД-ракеты Фау-2, например, состояла из двух стальных оболочек, внутренней (т. н. «огневой стенки») и внешней, повторявших форму друг друга. По зазору между этими оболочками проходил охлаждающий компонент (этанол). Из-за технологических отклонений ширины зазора возникали неравномерности течения жидкости, вследствие чего возникали местные зоны перегрева внутренней оболочки, которая часто прогорала в этих местах с катастрофическими последствиями.
В современных двигателях внутренняя часть стенки камеры изготовляется из высокотеплопроводных бронзовых сплавов. В ней создаются узкие тонкостенные каналы способом фрезерования (15Д520 РН 11К77 «Зенит», РН 11К25 «Энергия») или травления кислотой (SSME «Спейс шаттла»). Снаружи эта конструкция плотно обхватывается несущей листовой оболочкой из стали или титана, которая воспринимает силовую нагрузку внутреннего давления камеры. По каналам циркулирует охлаждающий компонент. Иногда рубашка охлаждения собирается из тонких теплопроводных трубок, для герметичности пропаянных бронзовым сплавом, но такие камеры рассчитаны на более низкое давление.
Пристенный слой (пограничный слой, американцы используют также термин «занавеска» («curtain»)) — это газовый слой в камере сгорания, находящийся в непосредственной близости от стенки камеры, и состоящий преимущественно из паров горючего. Для организации такого слоя по периферии смесительной головки устанавливаются только форсунки горючего. Ввиду избытка горючего и недостатка окислителя химическая реакция горения в пристенном слое происходит гораздо медленнее, чем в центральной зоне камеры. В результате температура пристенного слоя оказывается значительно ниже, чем температура в центральной зоне камеры, и он изолирует стенку камеры от непосредственного соприкосновения с наиболее горячими продуктами горения. Иногда в дополнение к этому на боковых стенках камеры устанавливаются форсунки, выводящие часть горючего в камеру прямо из рубашки охлаждения, также с целью создания пристенного слоя.
Абляционный способ охлаждения состоит в применении особого теплозащитного покрытия стенок камеры и сопла. Такое покрытие обычно бывает многослойным. Внутренние слои состоят из теплоизолирующих материалов, на которые наносится абляционный слой, состоящий из вещества, способного переходить при нагреве из твёрдого состояния непосредственно в газообразное, и при этом поглощать большое количество теплоты в этом фазовом превращении. Абляционный слой постепенно испаряется, обеспечивая тепловую защиту камеры. Этот способ применяется в небольших ЖРД, с тягой до 10 т. В таких двигателях расход горючего составляет всего лишь несколько килограммов в секунду, и этого оказывается недостаточно, чтобы обеспечить потребное регенеративное охлаждение. Абляционное охлаждение применялось в двигательных установках лунного корабля «Аполлон».

### Запуск ЖРД
Запуск ЖРД — ответственная операция, чреватая тяжёлыми последствиями в случае возникновения нештатных ситуаций в ходе её выполнения.
Если компоненты топлива являются самовоспламеняющимися, то есть вступающими в химическую реакцию горения при физическом контакте друг с другом (например, гептил/азотная кислота), начало горения не вызывает сложностей. Но в случае, когда компоненты не являются таковыми (например, кислород/керосин), необходим внешний воспламенитель, действие которого должно быть точно согласовано с подачей компонентов топлива в камеру сгорания. Несгоревшая топливная смесь — это взрывчатка большой разрушительной силы, и накопление её в камере грозит тяжёлой аварией.
После воспламенения топлива поддержание непрерывного его горения происходит само собой: топливо, вновь поступающее в камеру сгорания воспламеняется за счёт высокой температуры, достигнутой при сгорании ранее введённого топлива.
Для первоначального воспламенения топлива в камере сгорания при запуске ЖРД применяются разные способы:
- Использование самовоспламеняющихся компонентов (как правило, на основе фосфоросодержащих пусковых горючих, самовоспламеняющихся при взаимодействии с кислородом), которые в самом начале процесса запуска двигателя вводятся в камеру через особые, дополнительные форсунки из вспомогательной топливной системы, а после начала горения подаются основные компоненты. Наличие дополнительной топливной системы усложняет устройство двигателя, зато позволяет его неоднократный повторный запуск.
- Электрический воспламенитель, размещаемый в камере сгорания вблизи форсуночной головки, который при включении создаёт электрическую дугу или серию искровых разрядов высокого напряжения. Такой воспламенитель — одноразовый. После воспламенения топлива он сгорает.
- Пиротехнический воспламенитель. Вблизи форсуночной головки в камере размещается небольшая пиротехническая шашка зажигательного действия, которая поджигается электрическим запалом.

Автоматика запуска двигателя согласовывает по времени действие воспламенителя и подачу топлива.
Запуск больших ЖРД с насосной топливной системой состоит из нескольких стадий: сначала запускается и набирает обороты ТНА (этот процесс также может состоять из нескольких шагов), затем включаются главные клапаны ЖРД, как правило, в две или больше ступеней с постепенным набором тяги от ступени к ступени до нормальной.
Для относительно небольших двигателей практикуется запуск с выходом ЖРД сразу на 100 % тяги, называемый «пушечным».

### Система автоматического управления ЖРД
Современный ЖРД снабжается довольно сложной автоматикой, которая должна выполнять следующие задачи:
- Безопасный пуск двигателя и вывод его на основной режим.
- Поддержание устойчивой работы.
- Изменение тяги в соответствии с программой полёта или по команде внешних систем управления.
- Отключение двигателя по достижении ракетой заданной орбиты (траектории).
- Регулирование соотношения расхода компонентов.

Из-за технологического разброса гидравлических сопротивлений трактов горючего и окислителя соотношение расходов компонентов у реального двигателя отличается от расчётного, что влечёт за собой снижение тяги и удельного импульса по отношению к расчётным значениям. В результате ракета может так и не выполнить свою задачу, израсходовав полностью один из компонентов топлива. На заре ракетостроения с этим боролись, создавая гарантийный запас топлива (ракету заправляют большим, чем расчётное, количеством топлива, чтобы его хватило при любых отклонениях реальных условий полёта от расчётных). Гарантийный запас топлива создаётся за счёт полезного груза. В настоящее время большие ракеты оборудуются системой автоматического регулирования соотношения расхода компонентов, которая позволяет поддерживать это соотношение близким к расчётному, сократить, таким образом, гарантийный запас топлива, и соответственно увеличить массу полезной нагрузки.

Система автоматического управления двигательной установкой включает в себя датчики давления и расхода в разных точках топливной системы, а исполнительными органами её являются главные клапаны ЖРД и клапаны управления турбиной (на рис. 1 — позиции 7, 8, 9 и 10).

### Компоненты топлива
Выбор компонентов топлива является одним из важнейших решений при проектировании ЖРД, предопределяющий многие особенности конструкции двигателя и последующие технические решения. Поэтому выбор топлива для ЖРД выполняется при всестороннем рассмотрении назначения двигателя и ракеты, на которой он устанавливается, условий их работы, технологии производства, хранения, доставки к месту запуска и т. п.
Одним из важнейших показателей, характеризующих сочетание компонентов, является удельный импульс, который имеет особенно важное значение при проектировании ракет-носителей космических аппаратов, так как от него в сильнейшей степени зависит соотношение массы топлива и полезного груза, а следовательно, размеры и масса всей ракеты (см. Формулу Циолковского), которые при недостаточно высоком значении удельного импульса могут оказаться неосуществимыми. В следующей таблице приведены основные показатели некоторых сочетаний компонентов жидкого топлива.
| Окислитель         | Горючее                        | Усреднённая плотность топлива, г/см³ | Температура в камере сгорания, К | Пустотный удельный импульс, с |
| ------------------ | ------------------------------ | ------------------------------------ | -------------------------------- | ----------------------------- |
| Кислород           | Водород                        | 0,3155                               | 3250                             | 428                           |
| Кислород           | Керосин                        | 1,036                                | 3755                             | 335                           |
| Кислород           | Несимметричный диметилгидразин | 0,9915                               | 3670                             | 344                           |
| Кислород           | Гидразин                       | 1,0715                               | 3446                             | 346                           |
| Кислород           | Аммиак                         | 0,8393                               | 3070                             | 323                           |
| Тетраоксид диазота | Керосин                        | 1,269                                | 3516                             | 309                           |
| Тетраоксид диазота | Несимметричный диметилгидразин | 1,185                                | 3469                             | 318                           |
| Тетраоксид диазота | Гидразин                       | 1,228                                | 3287                             | 322                           |
| Фтор               | Водород                        | 0,621                                | 4707                             | 449                           |
| Фтор               | Гидразин                       | 1,314                                | 4775                             | 402                           |
| Фтор               | Пентаборан                     | 1,199                                | 4807                             | 361                           |

Помимо удельного импульса при выборе компонентов топлива решающую роль могут сыграть и другие показатели свойств топлива, в том числе:
- Плотность, влияющая на размеры баков компонентов. Как следует из таблицы, водород является горючим, с самым большим удельным импульсом (при любом окислителе), однако он обладает крайне низкой плотностью. Поэтому первые (самые большие) ступени ракет-носителей обычно используют другие (менее эффективные, но более плотные) виды горючего, например керосин, что позволяет уменьшить размеры первой ступени до приемлемых. Примерами такого подхода служат ракета «Сатурн-5», первая ступень которой использует компоненты кислород/керосин, а 2-я и 3-я ступени — кислород/водород, и система «Спейс шаттл», в которой в качестве первой ступени использованы твердотопливные ускорители.
- Температура кипения, которая может накладывать серьёзные ограничения на условия эксплуатации ракеты. По этому показателю компоненты жидкого топлива подразделяют на криогенные — охлаждённые до крайне низких температур сжиженные газы, и высококипящие — жидкости, имеющие температуру кипения выше 0 °C.
  - Криогенные компоненты не могут долго храниться и перемещаться на большие расстояния, поэтому они должны производиться (по крайней мере сжижаться) на специальных энергоёмких производствах, находящихся в непосредственной близости от места запуска, что делает невозможным применение подвижной пусковой установки. Помимо этого, криогенные компоненты обладают и другими физическими свойствами, предъявляющими дополнительные требования к их использованию. Например, наличие даже незначительного количества воды или водяного пара в ёмкостях со сжиженными газами приводит к образованию очень твёрдых кристаллов льда, которые при попадании в топливную систему ракеты воздействуют на её части как абразивный материал и могут стать причиной тяжёлой аварии. За время многочасовой подготовки ракеты к запуску на ней намерзает большое количество инея, превращающегося в лёд, и падение его кусков с большой высоты представляет опасность для персонала, занятого в подготовке, а также для самой ракеты и пускового оборудования. Сжиженные газы после заправки ими ракеты начинают испаряться, и до самого запуска их нужно непрерывно пополнять через специальную систему подпитки. Избыток газа, образующегося при испарении компонентов, необходимо отводить таким образом, чтобы окислитель не смешивался с горючим, образуя взрывчатую смесь.
  - Высококипящие компоненты гораздо удобнее при перемещении, хранении и действиях с ними, поэтому в 1950-е годы они вытеснили криогенные компоненты из области военного ракетостроения. В дальнейшем эта область всё в большей степени стала заниматься твёрдым топливом. Но при создании космических носителей криогенные топлива пока сохраняют своё положение за счёт высокой энергетической эффективности, а для выполнения манёвров в космическом пространстве, когда топливо должно сохраняться в баках месяцами, а то и годами, наиболее приемлемыми являются высококипящие компоненты. Иллюстрацией такого «разделения труда» могут служить ЖРД, задействованные в проекте «Аполлон»: все три ступени ракеты-носителя «Сатурн-5» используют криогенные компоненты, а двигатели лунного корабля, предназначенные для коррекции траектории и для манёвров на окололунной орбите, — высококипящие несимметричный диметилгидразин и тетраоксид диазота.
- Химическая агрессивность. Этим качеством обладают все окислители. Поэтому наличие в баках, предназначенных для окислителя, даже незначительных количеств органических веществ (например, жировых пятен, оставленных человеческими пальцами) может вызвать возгорание, вследствие которого может загореться материал самого бака (алюминий, магний, титан и железо очень быстро горят в среде ракетного окислителя). Из-за агрессивности окислители, как правило, не применяются в качестве теплоносителей в системах охлаждения ЖРД, а в газогенераторах ТНА, для снижения тепловой нагрузки на турбину, рабочее тело перенасыщается горючим, а не окислителем. При низких температурах жидкий кислород является, пожалуй, самым безопасным окислителем, потому что иные окислители, такие как тетраоксид диазота или концентрированная азотная кислота, вступают в реакцию с металлами, и хотя они являются высококипящими окислителями, которые могут подолгу храниться при нормальной температуре, время службы баков, в которых они находятся, ограничено.
- Ядовитость компонентов топлива и продуктов их горения является серьёзным ограничителем их использования. Например, фтор, как следует из таблицы выше, как окислитель более эффективен, чем кислород, однако в паре с водородом он образует фтороводород — вещество крайне ядовитое и агрессивное, и выброс нескольких сотен, тем более тысяч тонн такого продукта сгорания в атмосферу при запуске большой ракеты сам по себе стал бы крупной техногенной катастрофой даже при удачном запуске. А в случае аварии и разлива такого количества этого вещества ущерб не поддаётся учёту. Поэтому фтор не применяется в качестве компонента топлива. Ядовиты также и тетраоксид азота, азотная кислота и несимметричный диметилгидразин. В настоящее время предпочитаемым (с экологической точки зрения) окислителем является кислород, а горючим — водород, за которым следует керосин.

## Однокомпонентные ЖРД
В однокомпонентных двигателях в качестве топлива используется жидкость, которая при взаимодействии с катализатором разлагается с образованием горячего газа. Примерами таких жидкостей могут служить гидразин, который разлагается на аммиак и азот, или концентрированный пероксид водорода, при разложении образующий перегретый водяной пар и кислород. Хотя однокомпонентные ЖРД развивают небольшой удельный импульс (в диапазоне от 150 до 255 с) и намного уступают по эффективности двухкомпонентным, их преимуществом является простота конструкции двигателя.

Топливо хранится в единственной ёмкости, и подаётся по единственной топливной магистрали. В однокомпонентных ЖРД применяется исключительно вытеснительная система подачи топлива. Задачи перемешивания компонентов в камере не существует. Система охлаждения, как правило, отсутствует, поскольку температура химической реакции не превышает 600 °C. Нагреваясь, камера двигателя рассеивает тепло излучением и её температура при этом удерживается на уровне не выше 300 °C. В сколько-нибудь сложной системе управления однокомпонентный ЖРД не нуждается.

Под действием вытесняющего давления топливо через клапан поступает в камеру сгорания, в которой катализатор, например окись железа, вызывает его разложение.

Однокомпонентные ЖРД обычно используются как двигатели малой тяги (иногда их тяга составляет всего лишь несколько ньютонов) в системах ориентации и стабилизации космических аппаратов и тактических ракет, для которых простота, надёжность и малая масса конструкции являются определяющими критериями.

Можно привести замечательный пример использования гидразинового двигателя малой тяги на борту первого американского спутника связи TDRS-1; чтобы вывести спутник на геостационарную орбиту, этот двигатель работал в течение нескольких недель после того, как на ускорителе случилась авария и спутник оказался на значительно более низкой орбите.

Примером использования однокомпонентного ЖРД могут служить также двигатели малой тяги в системе стабилизации спускаемого аппарата космического корабля «Союз».
Однокомпонентными являются и реактивные двигатели, работающие на сжатом холодном газе (например, воздухе или азоте). Такие двигатели называются газореактивными и состоят из клапана и сопла. Газореактивные двигатели применяются там, где недопустимо тепловое и химическое воздействие выхлопной струи, и где основным требованием является простота конструкции. Этим требованиям должны удовлетворять, например, индивидуальные устройства перемещения и маневрирования космонавтов (УПМК), расположенные в ранце за спиной и предназначенные для перемещения при работах вне космического корабля. УПМК работают от двух баллонов со сжатым азотом, который подаётся через соленоидные клапаны в двигательную установку, состоящую из 16 двигателей.

## Трёхкомпонентные ЖРД
С начала 1970-х годов в СССР и США изучалась концепция трёхкомпонентных двигателей, которые сочетали бы в себе высокое значение удельного импульса при использовании в качестве горючего водорода, и более высокую усреднённую плотность топлива (а, следовательно, меньший объём и вес топливных баков), свойственную для углеводородного горючего. При запуске такой двигатель работал бы на кислороде и керосине, а на больших высотах переключался на использование жидких кислорода и водорода. Такой подход, возможно, позволит создать одноступенчатый космический носитель. Российским примером трёхкомпонентного двигателя является ЖРД РД-701, который был разработан для многоразовой транспортно-космической системы МАКС.
Возможно также использование двух топлив одновременно — например, водород — бериллий — кислород и водород — литий — фтор (бериллий и литий горят, а водород по большей части используется как рабочее тело), что позволяет достичь значений удельного импульса в районе 550—560 секунд, однако технически очень сложно и никогда не использовалось на практике.

## Управление ракетой
В жидкостных ракетах двигатели часто помимо основного назначения — создания тяги — выполняют также задачу управления полётом. Уже первая управляемая баллистическая ракета «Фау-2» управлялась с помощью 4 графитных газодинамических рулей, помещённых в реактивную струю двигателя по периферии сопла. Отклоняясь, эти рули отклоняли часть реактивной струи, что изменяло направление вектора тяги двигателя, и создавало момент силы относительно центра масс ракеты, что и являлось управляющим воздействием. Этот способ заметно снижает тягу двигателя, к тому же графитные рули в реактивной струе подвержены сильной эрозии и имеют очень малый временной ресурс.

В современных системах управления ракетами используются поворотные камеры ЖРД, которые крепятся к несущим частям корпуса ракеты с помощью шарниров, позволяющих поворачивать камеру в одной или в двух плоскостях. Компоненты топлива подводятся к камере с помощью гибких трубопроводов — сильфонов. При отклонении камеры от оси, параллельной оси ракеты, тяга камеры создаёт требуемый управляющий момент силы. Поворачиваются камеры гидравлическими или пневматическими рулевыми машинками, которые исполняют команды, вырабатываемые системой управления ракетой.

В российском космическом носителе «Союз-2» помимо 20 основных, неподвижных камер двигательной установки имеются 12 поворотных (каждая — в своей плоскости) управляющих камер меньшего размера. Рулевые камеры имеют общую топливную систему с основными двигателями.

Из 11 маршевых двигателей (всех ступеней) ракеты-носителя «Сатурн-5» девять (кроме центральных 1-й и 2-й ступеней) являются поворотными, каждый — в двух плоскостях. При использовании основных двигателей в качестве управляющих рабочий диапазон поворота камеры составляет не более ±5°: ввиду большой тяги основной камеры и расположения её в кормовом отсеке, то есть на значительном расстоянии от центра масс ракеты, даже небольшое отклонение камеры создаёт значительный управляющий момент.
Помимо поворотных камер, иногда используются двигатели, служащие только для целей управления и стабилизации летательного аппарата. Две камеры с противоположно направленными соплами жёстко закрепляются на корпусе аппарата таким образом, чтобы тяга этих камер создавала момент силы вокруг одной из главных осей аппарата. Соответственно, для управления по двум другим осям также устанавливаются свои пары управляющих двигателей. Эти двигатели (как правило, однокомпонентные) включаются и выключаются по команде системы управления аппаратом, разворачивая его в требуемом направлении. Такие системы управления обычно используются для ориентации летательных аппаратов в космическом пространстве.

## Известные ЖРД

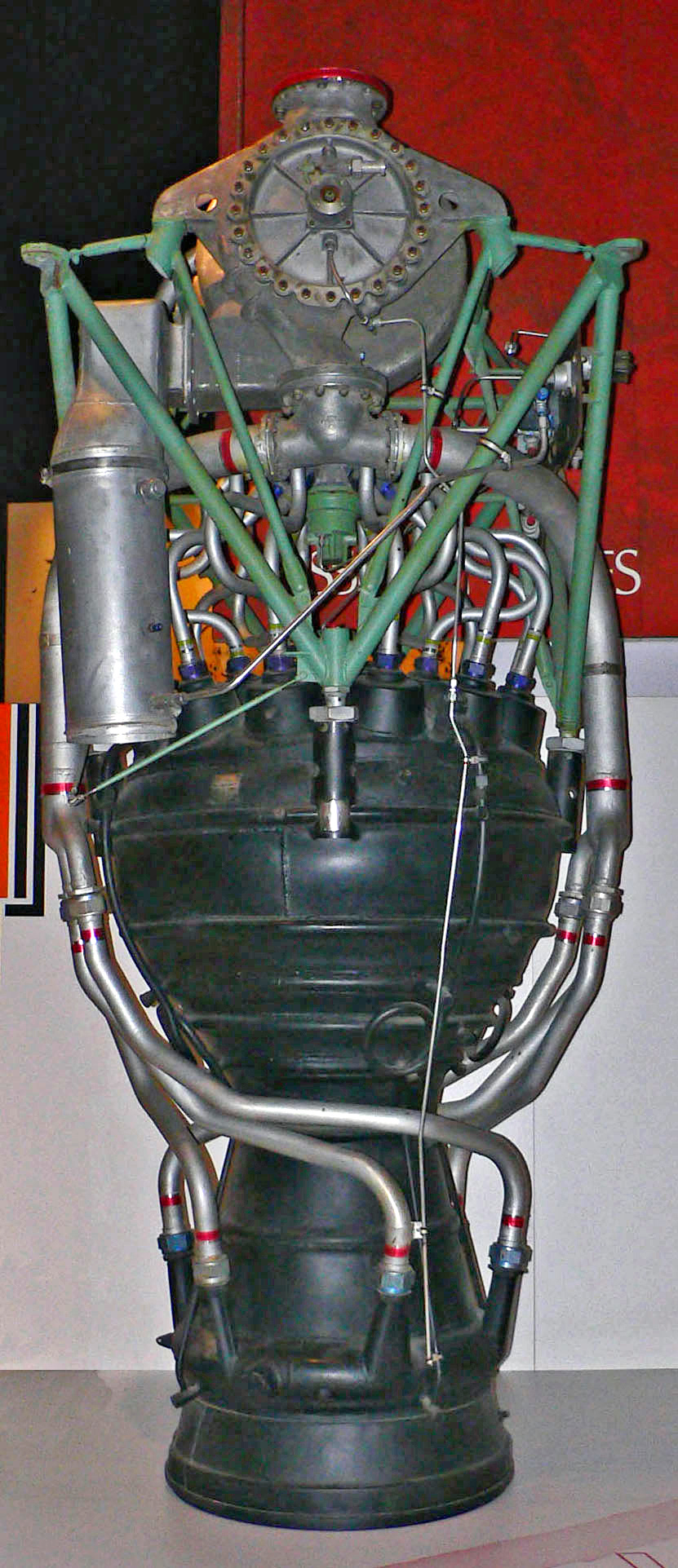
Жидкостный двигатель ракеты Фау-2. Схема этого двигателя стала классической для ЖРД на протяжении более полувека. Тяга на Земле — 25 тс. Первый полёт — 1942 год
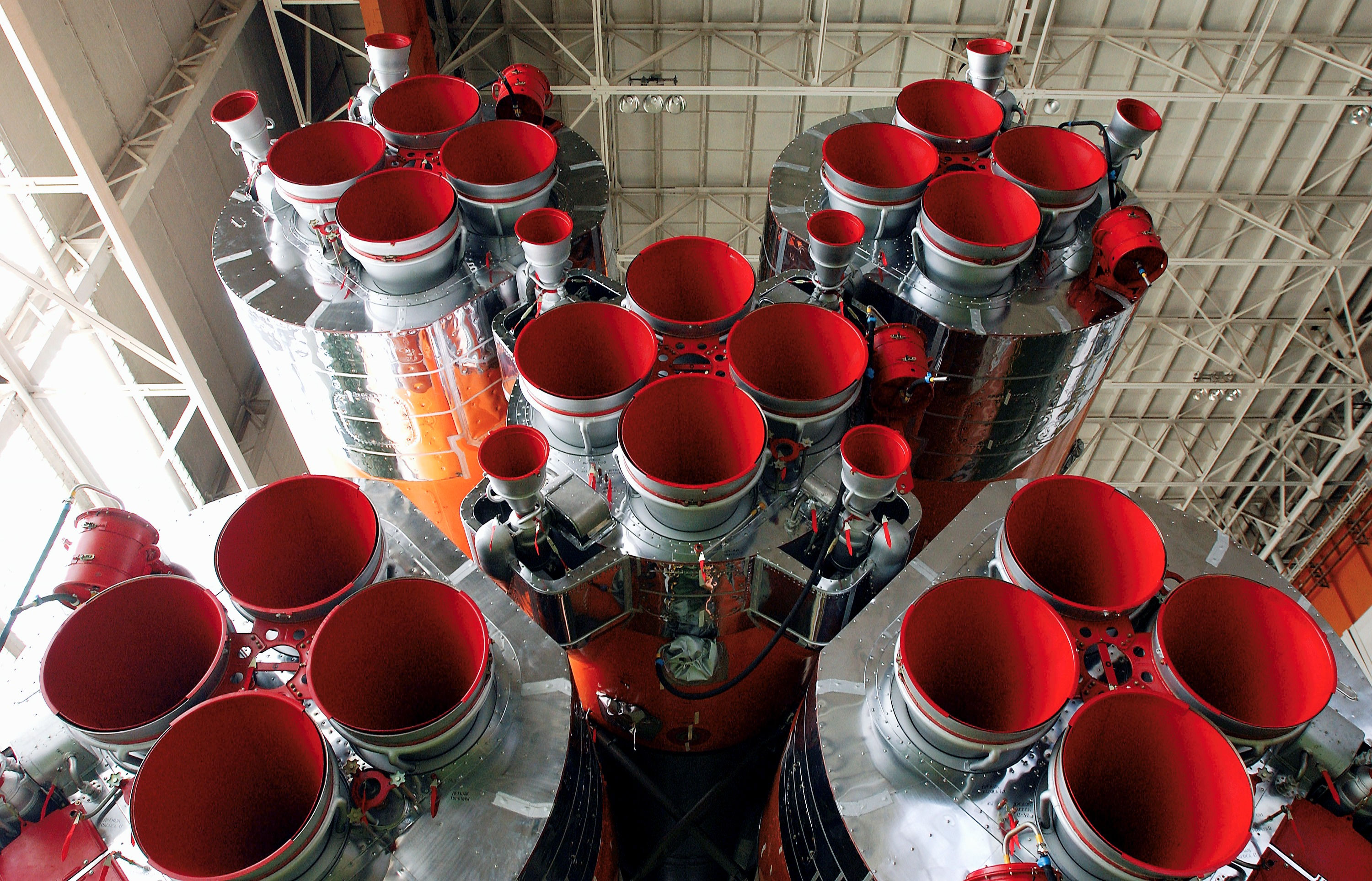
Двигательная установка РД-107 космического носителя «Союз» в техническом ангаре на космодроме Байконур. Такие двигатели подняли в космос первые ИСЗ и первых космонавтов. Тяга на Земле — 83,5 тс. Первый полёт — 1957 год
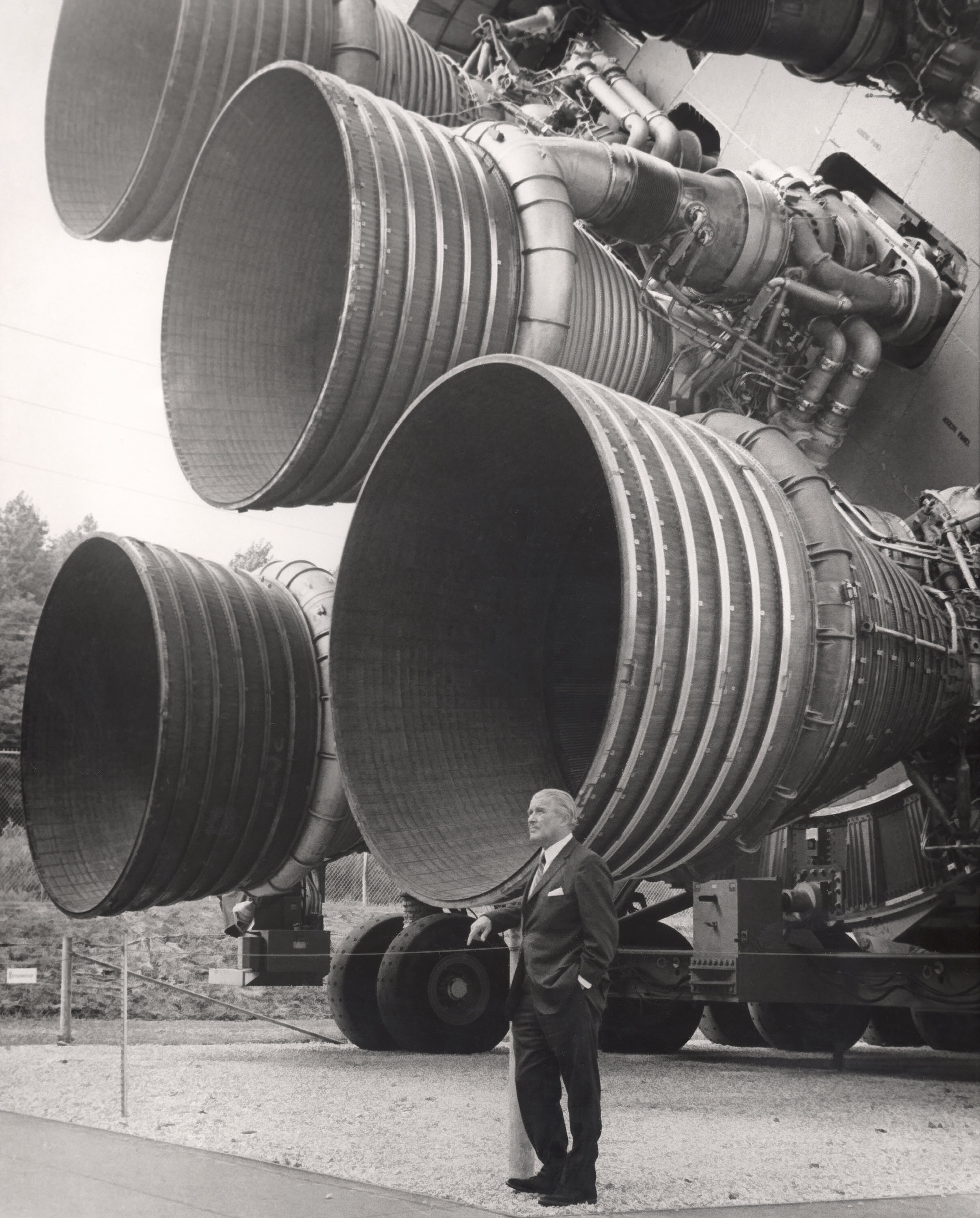
Двигательная установка North American Rockwell, Rocketdyne F-1. Пять двигателей установлены на 1-й ступени космического носителя «Сатурн-5». Эти двигатели обеспечили полёт человека на Луну. Тяга на уровне моря — 691 тс. Первый полёт — 1967 год

- НК-33
- ОРМ: ОРМ-1, ОРМ-12, ОРМ-4, ОРМ-5, ОРМ-52, ОРМ-65, ОРМ-8, ОРМ-9
- РД-0120, РД-107, РД-108, РД-170, РД-701
- КДУ-414
- Ракетный двигатель 10
- РД-107А/РД108А
- RS-25 (SSME)
- Merlin